# Cheilosia urbana
Cheilosia urbana es una especie de sírfido. Se distribuyen por el paleártico en Eurasia y África del Norte.